# Trichuris vulpis
Trichuris vulpis es una especie de nematelminto hematófago, que infecta a perros, zorros, lobos y otros cánidos salvajes. Se ubican en el ciego de estos animales. 

## Descripción
Cuerpo cilíndrico, de color blanco a veces algo rosácea, sus medidas oscilan entre los 3 y 8 cm, la boca posee un estilete, el macho carece de bolsa copulatriz, pero posee una espícula envainada. La hembra posee un solo ovario, pone por día unos 1000 a 2000 huevos con forma de limón, por su coloración amarillento y poseer dos tapones polares, son de 75 a 80 micrómetros.

## Ciclo biológico
Ciclo directo (un solo huésped). Los huevos salen al exterior por medio de las materia fecal del hospedador, con las condiciones ideales de humedad y temperatura (28 °C y 30 °C), alrededor de los 10 a 35 días evoluciona el estadio infectante, huevo con L2 en su interior.  Los huevos ingresan por vía oral, con alimentos y agua contaminada, los procesos digestivos disuelven la capa que recubre al huevo, dejando libre a la L2, esta muda a L3, la L3 penetra la mucosa y se aloja en el ciego, donde en 30 a 90 días da la forma adulta, que vuelve a desovar y así comienza nuevamente el ciclo